# 安江良介
安江 良介（やすえ りょうすけ、1935年8月26日 - 1998年1月6日）は、日本の編集者、出版人。岩波書店社長。

## 来歴・人物
石川県金沢市の東山出身。実家は金箔職人。石川県立金沢桜丘高等学校卒。1958年金沢大学法文学部法学科卒業、岩波書店へ入社。「世界」編集部を経て、1967年から1970年まで美濃部亮吉東京都知事の特別秘書を務めた。
1971年「世界」編集部へ戻り、翌年（1972年）から1988年まで編集長を務める傍ら、1984年に取締役、1988年に常務取締役となる。
1990年に、岩波書店4代目社長に就任する。1997年に病に倒れ、相談役へ退く。
この間、左派のいわゆる進歩的知識人に対して、陰に陽にサポートし続けた。また、岩波ブックレットの発行などを通して、岩波書店の大衆化にも努力した。大江健三郎とは、1963年に広島原水禁大会のルポルタージュを依頼して以来の仲で、岩波新書「ヒロシマ・ノート」執筆のために取材し、同行した長年の友人だった。
1998年1月6日に死去。享年62。

## 北朝鮮をめぐって
美濃部都知事の特別秘書に就任した1967年、朝鮮学校を各種学校として認可する問題の早期解決を進言し、美濃部は翌1968年に全国で初めて朝鮮学校を各種学校として認可した。産経新聞によると、朝鮮学校を学校法人として認可し、補助金を支給する動きが全国に広まる契機となった。
安江は5回にわたり北朝鮮を訪問した。同国の指導者・金日成を崇拝し、金の指導によって北の民衆は幸福になり、経済的に恵まれた状態になっていると論じた。金日成が「いまはすべての国民が白米を食べられる」と主張したのを受け「この主席の言葉に対応した話を私はあらゆるところで聞いた。即ち『瓦の屋根の家に住み、絹の着物をきて、白米を食べたいというのが長年の私たちの憧れであった。いま私たちは、この三つとも自分たちの手にしている。昔の地主の生活と同じである（後略）』というのである。この言葉に嘘はないと私には思えた。もちろん、国民生活には不十分な点が多いことは主席はじめ多くの人たちが率直に認めている。だが、注意すべきことは、衣食住に加えて教育・医療という国民生活の基本的な課題において十分な保障がなされていることであり、また一つには、そのことが、かつての歴史との比較によって、国民につよい自信を与え、将来への楽観に繋がっていることである。それは、国際的交流への積極的姿勢と統一への具体的志向となってあらわれているともいえる。」、と語り、当時の北朝鮮で「国民生活の基本的課題で十分な保障がされている」との見解を披露した。また、金について「第二次大戦後、今日まで一貫してトップリーダーとして民族を導き、国際政治の転変をみてこられた。世界に例を見ない政治家」とも賞賛している。
また、「朝鮮新報」1998年1月13日の追悼記事によると、金日成について「主席とは5回お会いしましたが、85年には朝の9時から夜の9時頃まで12時間もご一緒しました。率直に語り、若々しく、闊達で時間を忘れるほど深く魅せられたものでした。乱暴なこともずいぶん申しあげましたが、主席はどんな思いでしょっちゅう私に話をしてくださったのだろうか。きっと、礼儀も何も知らない息子のような奴が来たからと思っていらしたんでしょうね」と話していたという。会見回数が5回にも及ぶ日本の言論人は珍しい。
出版社の編集員であった町山智浩が当時大手メディアにタブー視されていた拉致問題を紙面で検証していた折、岩波書店で発行される朝鮮半島関連の書籍の内容が親北朝鮮、反韓国であったことに疑問を抱いて社長の安江に「私は元在日としてこの事件が許せないから調査しているんです」と理由を述べたところ、「お前には関係のないことだ！」と一喝された。この発言を「彼ら左翼の得になるから北朝鮮を礼賛していただけで、マイノリティとして暮らす在日のことなどどうでも良い」と町山は受け止めて憤慨し、すぐさま発言を録音したと語っている。

## 「ちびくろサンボ」絶版をめぐって
1988年、自社の岩波書店で発行していた「ちびくろサンボ」を差別的な図書として絶版する措置を主導した。「社長と私と児童書の編集部員と討議しまして、ちょうど大部の重版が出来ていたわけですが、それも断裁して、絶版を決めた」と回想し、絶版に批判的な見方に際しては「こういう問題について読者一般の判断をすべて信用できるとはいえないんです」と主張し、この本を復活させる他者の動きについて「それについては許しがたい」と批判した。

## 著書
- 『孤立する日本 多層危機のなかで』影書房 1988
- 『自画像の描けない日本』論楽社ブックレット 1991
- 『マルチメディア時代の出版 私は、こう考える』全国出版協会出版科学研究所 1995
- 『同時代を見る眼』岩波書店 1998

共著
- 『『世界』の40年 戦後を見直す、そして、いま』（大江健三郎との対談）岩波ブックレット 1984
- 『地球時代に生きる日本 憲法と国際貢献』（坂本義和との対談）岩波ブックレット 1991
- 『政治家の憂い』 (鯨岡兵輔との対談）岩波ブックレット 1992

その他
- 『追悼集 安江良介 その人と思想』同・刊行委員会編、岩波書店、1999

## インタビュー・原稿掲載書籍
- 「主席　金日成」
- 『ちびくろサンボ』絶版を考える　径書房　1990

## 親族
実弟に国立国会図書館副館長などを務めた安江明夫がいる。